# Lingua indonesiana
L'indonesiano (in indonesiano: bahasa Indonesia /baˈhasa indoneˈsia/) è una varietà standard della lingua malese; pur essendo la lingua madre di una piccola porzione della popolazione indonesiana è la lingua ufficiale dell'Indonesia. È divenuta ufficiale nel 1945.
Al 2022, è parlata da 199 milioni di parlanti totali.

## Storia
L'indonesiano è una variante standardizzata del malese (a cui somiglia molto), una lingua austronesiana (o maleo-polinesiana) che, usata per molti secoli come lingua franca nell'arcipelago indonesiano, fu elevata al rango di lingua ufficiale con l'indipendenza del paese (1945). È parlata come madrelingua solo dal 7% circa della popolazione indonesiana e dal 45% circa di quella malese, anche se ben 155 milioni di persone la utilizzano come seconda lingua (pur con gradi di padronanza piuttosto diversi). Si tratta dunque di un mezzo di comunicazione indispensabile in una regione che conta circa 726 lingue locali: è infatti usata in ambito amministrativo ed economico, nei diversi ordini di scuole e nei media.
La colonizzazione olandese ha lasciato un'impronta non trascurabile sull'indonesiano, come si può notare da parole quali polisi (polizia), kualitas (qualità), telepon (telefono), bis (bus), kopi (caffè), rokok (sigaretta) e universitas (università). Ci sono inoltre alcune parole derivate dal portoghese  (meja, tavolo; jendela, finestra, gereja, chiesa), dal cinese (pisau, coltello; loteng, piano [di sopra]), dall'hindi (kaca, specchio) e dall'arabo (sabun, sapone; khusus, speciale; maaf, scusa; selamat/salam, un tipo di saluto).
Vedere sotto per una più estesa trattazione della frequenza dei termini presi in prestito da altre lingue.

## Alfabeto indonesiano/malese, pronuncia e prestiti
Si offre nella tabella sottostante la pronuncia dell'indonesian, che è una lingua della famiglia malaica, ceppo austroasiatico e in passato fusa con l'antenato delle lingue polinesiane; da un registro composto da piccole differenze con l'indonesiano si ottiene il malese, anch'esso di famiglia Malaica e parlato in Malaysia e nel Sultanato del Brunei e nell'isola di Singapore. La lingua polinesiana originaria e quello che sarà il malese antico iniziarono a separarsi con l'espansione degli austronesiani nel 2000 a.C.
Le differenze che hanno portato l'indonesiano e il malese (bahasa Malaysia) a differenziarsi in parte derivano dall'influsso del neerlandese e del giavanese su quello che oggi è l'indonesiano. Le due lingue (indonesiano e malese) sono in parte intelligibili. L'indonesiano è inintelligibile con molte altre lingue austronesiane (e.g. filippino, malgascio, māori, figiano), ma le radici delle parole sono molto simili.
Molti indonesiani, oltre all'indonesiano, sanno parlare una lingua indigena, come il giavanese (molto diffusa), il sundanese e il balinese. Oggi l'indonesiano si scrive con l'alfabeto latino portato dai colonizzatori olandesi e si affianca al jawi, cioè l'alfabeto arabo con delle modifiche per rappresentare tutti i suoni non arabi. In passato era utilizzato il rencong, un sillabario in cui ogni segno corrisponde a una sillaba (come il katakana e hiragana giapponesi) nato nell'arcipelago malese e a sud Sumatra, un'isola in Indonesia.
| Lettera, digrafo | Trascriz. IPA | Spiegazioni |
| ---------------- | ------------- | --- |
| a                | /a/           | È una "a" di albero. Per curiosità, in malese, a prescindere dalla zona geografica, la -a a fine parola si defonologizza in una vocale neutra schwa /ə/, ottenibile immaginando di pronunciare le consonanti dell'alfabeto ("a, bi, ci, di, e, effe, gi...") senza il nome completo della consonante ("a, b, c, d, e, f, g..."). |
| e                | /e/; /ɛ/      | È una "e" di elmetto, vocale chiusa. Se compare in un prestito, si può sentire come una "è" di "caffè", aperta. Il suono si può trovare disambiguato in un buon dizionario con la scrittura "è", mentre la versione chiusa si può trovare scritta "é" (in modo analogo all'ortografia italiana). |
| i                | /i/           | È una "i" di piccolo, vocale chiusa. |
| o                | /o/; /ɔ/      | È una "o" di occhio, vocale arrotondata/procheila chiusa. Una vocale si dice arrotondata quando si pronuncia con le labbra arrotondate fino a formare un cerchiolino. Nei prestiti, si sente la sua controparte sempre arrotondata ma più aperta. |
| u                | /u/           | È una "u" di ultimo, vocale arrotondata chiusa. |
| b                | /b/           | È una "b" di balena, consonante sonora. Una consonante si dice sonora se il palmo della mano intorno alla gola sente le vibrazioni delle corde vocali durante la pronuncia. Si paragonano "fffff" e "sssss" con "mmmm" e "vvvvv". |
| c                | /t͡ʃ/          | È una "ci" di ciao, consonante sorda. |
| d                | /d/           | È una "d" di dente, consonante sonora. |
| dh               | /ð/~/d/       | È una "d" di dente sonora ma pronunciata interdentale, cioè con la punta della lingua in mezzo ai denti come nell'inglese "that". Si trova in prestiti arabi. Alcuni parlanti, per un qualunque motivo (e.g. parlante incolto, difficoltà a pronunciare il suono originale, parlata non curata, variante regionale...), possono approssimare il suono come una comune /d/ di dente per un fenomeno di fronting. |
| f                | /f/           | È una "f" di farfalla, consonante sorda. Si usa in prestiti. |
| g                | /g/           | È una "g" di gatto, consonante sonora. Non si palatalizza come in italiano e altre lingue, ma resta sempre invariata. |
| gh               | /ɣ/           | È una "g" di gatto, sonora e pronunciata senza contatto tra organi. Si usa in prestiti. |
| h                | /h/           | È un'aspirazione sorda come nell'inglese "have". Davanti alla /o/ si può plasmare e accomodare in una /x/, cioè una "c" d cane sorda e pronunciata senza contatto tra organi. Nella parlata slang e poco curata, l'aspirazione può diventare muta. |
| j                | /d͡ʒ/          | È una "gi" di giro, consonante sonora. È chiaramente una lettera e suono a sé rispetto a "g" /g/ in indonesiano. |
| k                | /k/           | È una "c" di cane/"k" di koala, consonante sorda. È chiaramente una lettera e suono a sé rispetto a "c" /t͡ʃ/ in indonesiano. |
| kh               | /x/~/h/       | È una "c" di cane sorda e pronunciata senza contatto tra organi. Si usa in prestiti. Per un qualunque motivo, si può approssimare il suono come un'aspirazione sorda. |
| l                | /l/           | È una "l" di leva, consonante sonora. Tenendo conto che gli indonesiani in larga misura sono musulmani (l'Islam si è diffuso nell'arcipelago nel XIII secolo circa), nella parola "Allah" si sente una "L" molto enfatica, se si ricalca la pronuncia originale in arabo. Per la precisione, si pronuncia una /lˤ/ faringalizzata. In altre parole, si pronuncia la /l/ con la radice della lingua già tenuta vicina alla parete della faringe, come se ci si stesse soffocando con la parte in fondo della lingua. Uscirà un suono cupo e strozzato seguito da una /a/ a sua volta cupa e strozzata. |
| m                | /m/           | È una "m" di mano, consonante sonora. Nella combinazione -mf- e -mv-, molto rare, si assimila/accomoda a causa della seconda consonante in una /ɱ/ labiodentale: si pronuncia con gli incisivi dell'arcata dentaria superiore a contatto con il labbro inferiore, come nell'italiano anfora. |
| n                | /n/           | È una "n" di nave, consonante sonora. Anche la /n/ nelle combinazioni -nf- e -nv- si assimila in /ɱ/ labiodentale. In -np- e -nb- (quest'ultima si trova in prestiti rari dal tedesco) invece si assimila in /m/. In -nk- invece si assimila in /ŋ/, spiegata sotto. Per le combinazioni -nc- e -nj-, vedi sotto. |
| ng               | /ŋ/           | È una "nc" di panca, consonante nasale sonora (si deve togliere la /k/ di rilascio per ottenere il suono in questione).. |
| ny               | /ɲ/           | È una "gn" di gnomo, consonante sonora. Se seguita da "J" e "C", già palatali, cambia ortograficamente in "N". |
| p                | /p/           | È una "p" di palo, consonante sorda. |
| q                | /k/; /q/      | È una "c" di cane/"k" di koala, consonante sorda. Si trova in un numero moderato di prestiti. Se il prestito è arabo e non si accomoda con /k/, ritiene la pronuncia originale, cioè una "c" di cane sorda e pronunciata con la radice della lingua contro la parte morbida del palato/il velo palatino/la zona uvulare, dove si trova l'ugola. È un suono molto duro, cupo e strozzato che influenza pure il timbro della vocale successiva. |
| r                | /r/~/ɾ/       | È una "r" di rana, consonante sonora polivibrante; si riduce in monovibrante se intervocalica, come nell'italiano arare o nell'inglese statunitense city, butter. |
| s                | /s/           | È una "s" di senza, consonante sorda. |
| sy               | /ʃ/~/s/       | È una "sci" di scienza, consonante sorda. Si usa in prestiti derivanti dal sanscrito. Per un qualunque motivo, può essere approssimata in /s/. |
| t                | /t/           | È una "t" di tavolo, consonante sorda. |
| v                | /v/~/f/       | È una "v" di vela, consonante sonora. Si usa in prestiti. Per un qualunque motivo, può essere approssimata in /f/, cioè si desonorizza (si tolgono le vibrazioni delle corde vocali al suono). |
| w                | /w/           | È una "u" di quaglia, semivocale arrotondata chiusa. Si usa per formare dittonghi "wa, we, wi, wo, wu", reperibili anche in numerosi prestiti. |
| x                | /ks/~/s/      | È una "cs" di clacson: a livello fonetico è un cluster consonantico a due membri. Per un qualunque motivo, può essere ridotto in /s/. |
| y                | /j/           | È una "i" di iena, semivocale. Si usa per formare dittonghi "ya, ye, yi, yo, yu". Attenzione a ny-, che è un digrafo (combinazioni: nya, nye, nyi, nyo, nyu). Per rimanere in tema di dittonghi, si contano pure "ai, ei, oi, au". |
| z                | /z/~/s/~/d͡ʒ/  | È una "s" di senza, resa sonorizzata. In alternativa, si può pensare come una "z" di zanzara pronunciata sonora (come nel Norditalia) e senza contatto tra organi. Si usa in prestiti. |
| '                | /ʔ/           | È lo stacco glottale/colpo di glottide/glottal stop, cioè una consonante che si può immaginare come un lieve colpetto di tosse. Di solito può sostituire la -k a fine parola nella parlata slang e di solito non si scrive. Se si scrive, appare come -k o come un apostrofo. |

Solitamente l'accento cade sulla penultima sillaba, con dei casi in cui cade sull'ultima. Le variazioni possono dipendere dall'accento regionale. I prestiti in cui si usano quelle che per gli indonesiani sono lettere straniere vengono perlopiù dall'inglese, olandese/neerlandese, cinese mandarino (+dialetti hokkien, famiglia Minnan), sanscrito e arabo. I prestiti dall'inglese si sono diffusi a partire dagli anni '90, in piena globalizzazione e durante l'ascesa di internet. Quelli di arabo sono legati alla diffusione dell'Islam, mentre quelli dal sanscrito sono legati alla diffusione del buddismo. Quelli legati all'olandese e portoghese derivano dal periodo coloniale, mentre quelli dal cinese derivano dai tempi del commercio delle spezie (XV°-XVI° secolo, cioè in piena Dinastia Ming, in cui si parlava come lingua standard il Mandarino Medio, simile alla parlata standard moderna eccetto per molte palatalizzazione non ancora avvenute e che non sono avvenute in cantonese e negli Hokkien, che invece sono molto conservativi) Quanto alle lettere doppie (come nell'italiano "palla" per segnalare una tensificazione/geminazione/raddoppio consonantico), in indonesiano sono presenti solo nei prestiti (in più, in svariate lingue in cui sono presenti a livello ortografico non si pronunciano a livello fonetico: si pensi all'inglese e francese). Mentre parte dei suoni originali si ritrovano in delle lettere in indonesiano, gli altri sono accomodati ai suoni già presenti nell'alfabeto. Per esempio, /t͡s/ dal cinese si può approssimare con /t/, come avviene anche in vietnamita, mentre gli allungamenti vocalici presenti in arabo cadono in indonesiano e la 'ayn può essere sostituita con /k/, con cui viene adattata anche la /q/. Una quantità di presti molto modesta viene dal Tamil e dal parsi/persiano.
Nella parlata slang e non standard, al bahasa Indonesia standard si mescolano elementi delle varie lingue seconde, come il javanese. Riguardo ad alcune mutazioni diffuse nella parlata slang, il dittongo -ai diventa /e/, mentre -au diventa /o/, grossomodo come in francese, il prefisso me- viene tolto e i suffissi -kan e -i diventano -in. Il prefisso ter- diventa ke-, la /h/ può diventare muta come già accennato e la -k può essere ridotta a uno stacco glottale. Quanto al vocabolario, nella parlata slang "tidak" (no) viene sostituito con "gak", mentre "seperti" (come/simile a) viene sostituito con "kayak". "Sangat, amat" (molto...) viene invece sostituito con "banget". Quindi, molti prestiti possono venire dalle lingue indigene parlate nell'arcipelago indonesiano.
Nell'alfabeto malese (comune a malese e indonesiano) erano presenti delle vocali con diacritici (ă, ĕ, é) e dei digrafi (e.g. "ch, sh, th; dj, sj, tj"; oe /u/) che, con una riforma del 1972, sono stati aboliti. Oggi, le differenze di pronuncia tra bahasa Indonesia e bahasa Malaysia/malese e indonesiano sono minime e riguardano perlopiù le vocali.

## Grammatica
La lingua indonesiana è caratterizzata da una struttura grammaticale apparentemente molto più semplice di quella delle lingue indoeuropee.
Secondo un'indagine dell'università di Oxford, l'indonesiano è una delle lingue più facili da imparare.
Non esiste una vera e propria flessione dei sostantivi e dei verbi. Per quanto riguarda i sostantivi, ad esempio la parola orang («persona») può essere sia singolare che plurale, sebbene il plurale possa essere espresso esplicitamente: orang-orang (raddoppiato) indica il plurale «persone».
L'ordine della frase è del tipo Soggetto Verbo Oggetto, ad es.: kucing makan ikan = i gatti (kucing) mangiano (makan) il pesce (ikan).
D'altra parte, la lingua indonesiana utilizza una vasta gamma di affissi per creare verbi, nomi e aggettivi. Per quanto riguarda i verbi, esiste un'ampia gamma di prefissi e suffissi che modificano semanticamente una radice. Ad esempio da gambar (quadro), con prefisso me- si ottiene menggambar (dipingere), con prefisso me- e suffisso -kan si ottiene menggambarkan (illustrare).

## Principali affissi della lingua indonesiana
Nella lingua indonesiana si utilizzano molti affissi, prefissi o suffissi che siano - ognuno dei quali modifica a livello grammaticale il significato della parola base (chiamata kata dasar).

### PrefissomeN-
Il prefisso meN- – dove N indica una consonante variabile – si utilizza, in indonesiano per la formazione dei verbi transitivi ovvero i verbi che necessitano di un complemento oggetto per esprimere un'azione di senso compiuto. Es: buka (aperto, intransitivo), membuka (aprire, transitivo). Saya membuka buku pada halaman tigapuluh lima. (Io apro il libro alla pagina trentacinque.)

#### Mutamenti fonologici con il PrefissomeN-
Il prefisso meN- - dove N indica una consonante variabile - determina dei mutamenti fonologici quando va a prefissare una parola base (kata dasar).
- Con kata dasar con vocale iniziale o con h la N del prefisso meN- diventa ng /ŋ/. Es: ajar - mengajar. hilang - menghilang.
- Con kata dasar con iniziale b, p e f la N del prefisso meN- diventa m e l'iniziale p decade. Es: beli - membeli. pakai - memakai. fitnah - memfitnah.
- Con kata dasar con iniziale d, t, c, j, sy /ʃ/ e z la N del prefisso meN- diventa n e la t iniziale decade. Es: dengar - mendengar. tulis - menulis. cari - mencari. jual - menjual. syarat (+ -kan) - mensyaratkan. ziarah (+ -i) - menziarahi.
- Con kata dasar con iniziale s, la N del prefisso meN- diventa ny e la s iniziale decade. Es: sewa - menyewa.
- Con kata dasar con iniziale g, k, kh la N del prefisso meN- diventa ng /ŋ/ e l'iniziale k decade. Es: ganggu - mengganggu. kirim - mengirim. khawatir (+ -kan) - mengkhawatirkan.
- Con kata dasar con iniziale l, r, m, n, ny, ng /ŋ/, w o y la N del prefisso meN- decade. Es: lihat - melihat. rasa - merasa. masak - memasak. nanti - menanti. nyanyi - menyanyi. nganga - menganga. wakil (+ -i) - mewakili. yakin (+ -i) - meyakini.

## Vocabolario
L'indonesiano ha accolto numerosi prestiti da altre lingue, fra le quali il sanscrito, l'arabo, l'olandese, il portoghese, il cinese e vari idiomi austronesiani. Secondo le stime, nell'indonesiano moderno vi sarebbero 750 prestiti dal sanscrito, 1 000 dall'arabo (inclusi alcuni termini persiani ed ebraici), 125 dal portoghese, alcuni dallo spagnolo e dall'italiano e ben 10 000 dall'olandese. Per quanto riguarda quest'ultima lingua, bisogna però comprendere anche i termini che in realtà ebbero origine da altre lingue europee e che fanno parte del cosiddetto «vocabolario internazionale» (termini come telefono, polizia, università). Ciononostante, la maggior parte delle parole indonesiane sono di chiara origine austronesiana.
Il sanscrito fu introdotto nella zona dall'India, nei primi secoli dell'era cristiana. Sebbene l'induismo e il buddhismo non rappresentino più le principali religioni dell'Indonesia, il sanscrito, che era la lingua «liturgica» di queste due religioni, mantiene nell'arcipelago uno «status» simile a quello del latino nell'Europa occidentale. Molti indonesiani, soprattutto a Bali e Giava, vanno fieri di questo patrimonio indo-buddista. Del resto, il sanscrito è spesso usato come fonte di neologismi (come lo sono il latino e il greco nelle varie lingue europee). I prestiti da questa lingua riguardano soprattutto l'arte, la religione e la vita quotidiana. Alcuni termini, nel moderno indonesiano, sono stati ereditati direttamente dal sanscrito, altri, invece, sono passati attraverso l'antico giavanese, il quale conteneva molte più parole di origine sanscrita rispetto all'indonesiano moderno. Il dizionario di antico giavanese-inglese del professor P.J. Zoetmulder (1982) conteneva infatti 25 000 termini, di cui la metà erano prestiti dal sanscrito. Al contrario di molti termini derivanti dalle altre lingue, i prestiti dal sanscrito sono entrati a far parte del linguaggio della gente comune e, dunque, non sono più avvertiti come stranieri.
I prestiti dall'arabo si riferiscono soprattutto alla religione, in particolare all'Islam. Proprio per questo molti traduttori cristiani della Bibbia, nel redigere la versione indonesiana, spesso fecero ricorso a termini arabi per rendere meglio alcune parole ebraiche inusuali. Tuttavia, nelle versioni più recenti si è abbandonata questa pratica e si è preferito utilizzare i nomi greci o mantenere gli originali ebraici. Per esempio, un tempo il nome «Gesù» era tradotto in indonesiano con 'Isa; mentre ora è reso con il latineggiante Yesus, i salmi erano detti, dall'arabo, zabur, ma attualmente si preferisce il termine ebraico mazmur.
Le parole di origine portoghese sono invece legate alla vita quotidiana e, in particolare, agli oggetti importati dagli esploratori e commercianti europei nel sudest asiatico. Furono infatti i portoghesi i primi europei a visitare le Isole delle spezie.
I prestiti dal cinese riguardano invece la cucina, il commercio o concetti e oggetti tipicamente cinesi. Vi è, del resto, una consistente presenza cinese nel sudest asiatico. Secondo le stime del governo indonesiano, solo il 3,5% della popolazione dell'arcipelago sarebbe di origine cinese. Molti, tuttavia, ritengono che il numero reale sia ben più elevato. Si dà per certo, comunque, che nei centri urbani la percentuale oscilli fra il 10 e il 25%.
La dominazione coloniale olandese ha lasciato tracce evidenti nel vocabolario. I prestiti dall'olandese (o, attraverso quest'ultimo, da altre lingue europee) coprono tutti gli aspetti della vita. Alcune di queste parole, contenendo combinazioni di parecchie consonanti, pongono delle difficoltà di pronuncia agli indonesiani. Solitamente, il problema viene risolto con l'inserzione dello scevà. Per esempio, dall'olandese schroef /ˈsxruf/ => sekrup /sĕˈkrup/.
Dal momento che l'indonesiano ha numerose parole derivate da altre lingue, spesso si hanno molti sinonimi, aventi diverse origini. Per esempio, in indonesiano esistono ben tre termini diversi per tradurre l'italiano «libro»: pustaka (dal sanscrito), kitab (dall'arabo) e buku (dall'olandese). I tre termini hanno, tuttavia, un significato leggermente diverso. Pustaka è usato solitamente per scritture contenenti l'antica sapienza o aventi a che fare con la cultura esoterica. Un kitab è più spesso un libro religioso o contenente precetti morali. Per esempio, gli indonesiani chiamano la Bibbia Alkitab, mentre anche il libro contenente il codice penale è detto kitab. Buku è invece utilizzato per designare un generico libro.